# Saint-Pierre-de-l'Isle
Saint-Pierre-de-l'Isle és un municipi francès situat al departament del Charente Marítim i a la regió de la Nova Aquitània. L'any 2007 tenia 246 habitants.

## Demografia

### Població
El 2007 la població de fet de Saint-Pierre-de-l'Isle era de 246 persones. Hi havia 88 famílies de les quals 39 eren unipersonals (11 homes vivint sols i 28 dones vivint soles), 21 parelles sense fills, 21 parelles amb fills i 7 famílies monoparentals amb fills.
La població ha evolucionat segons el següent gràfic:
Habitants censats

### Habitatges
El 2007 hi havia 126 habitatges, 87 eren l'habitatge principal de la família, 32 eren segones residències i 7 estaven desocupats. 125 eren cases i 1 era un apartament. Dels 87 habitatges principals, 64 estaven ocupats pels seus propietaris, 17 estaven llogats i ocupats pels llogaters i 6 estaven cedits a títol gratuït; 2 tenien una cambra, 7 en tenien dues, 13 en tenien tres, 19 en tenien quatre i 46 en tenien cinc o més. 71 habitatges disposaven pel capbaix d'una plaça de pàrquing. A 45 habitatges hi havia un automòbil i a 34 n'hi havia dos o més.

### Piràmide de població
La piràmide de població per edats i sexe el 2009 era:
| Homes | Edats   | Dones |
| ----- | ------- | ----- |
| 0     | 95 o +  | 0     |
| 0     | 90 a 94 | 4     |
| 8     | 85 a 89 | 8     |
| 12    | 80 a 84 | 8     |
| 12    | 75 a 79 | 12    |
| 12    | 70 a 74 | 16    |
| 8     | 65 a 69 | 12    |
| 12    | 60 a 64 | 16    |
| 4     | 55 a 59 | 4     |
| 12    | 50 a 54 | 8     |
| 0     | 45 a 49 | 4     |
| 20    | 40 a 44 | 4     |
| 4     | 35 a 39 | 8     |
| 4     | 30 a 34 | 8     |
| 4     | 25 a 29 | 0     |
| 0     | 20 a 24 | 0     |
| 4     | 15 a 19 | 0     |
| 0     | 10 a 14 | 4     |
| 12    | 5 a 9   | 4     |
| 4     | 0 a 4   | 4     |

## Economia
El 2007 la població en edat de treballar era de 106 persones, 60 eren actives i 46 eren inactives. De les 60 persones actives 52 estaven ocupades (29 homes i 23 dones) i 8 estaven aturades (4 homes i 4 dones). De les 46 persones inactives 18 estaven jubilades, 4 estaven estudiant i 24 estaven classificades com a «altres inactius».

### Ingressos
El 2009 a Saint-Pierre-de-l'Isle hi havia 98 unitats fiscals que integraven 199 persones, la mediana anual d'ingressos fiscals per persona era de 13.764 €.

### Activitats econòmiques
Dels 5 establiments que hi havia el 2007, 1 era d'una empresa alimentària, 1 d'una empresa de construcció, 1 d'una empresa de comerç i reparació d'automòbils, 1 d'una empresa d'hostatgeria i restauració i 1 d'una entitat de l'administració pública.
L'únic servei als particulars que hi havia el 2009 era un paleta.
L'any 2000 a Saint-Pierre-de-l'Isle hi havia 17 explotacions agrícoles que ocupaven un total de 675 hectàrees.

## Equipaments sanitaris i escolars
L'únic equipament sanitari que hi havia el 2009 era un hospital de tractaments de mitja durada (seguiment i rehabilitació).

## Poblacions més properes
El següent diagrama mostra les poblacions més properes.